# Problepsis merocaria
Problepsis merocaria är en fjärilsart som beskrevs av Kirby 1885. Problepsis merocaria ingår i släktet Problepsis och familjen mätare. Inga underarter finns listade i Catalogue of Life.